# Quercus rehderiana
Quercus rehderiana är en bokväxtart som beskrevs av Hand.-mazz. Quercus rehderiana ingår i släktet ekar, och familjen bokväxter. Inga underarter finns listade i Catalogue of Life.